# Philiris septentrionalis
Philiris septentrionalis är en fjärilsart som beskrevs av James John Joicey och Talbot 1916. Philiris septentrionalis ingår i släktet Philiris och familjen juvelvingar. Inga underarter finns listade i Catalogue of Life.